# 560
560 г. е била високосна година, започваща в четвъртък според юлиянския календар.

## Събития
- Държавата Руран е унищожена от съюз на тюрки и китайци

## Родени
- Исидор Севилски, учен

## Починали
- Аудоин (Audoin), крал на лангобардите от 545 г.